# Max Chilton
Maximilian Alexander „Max” Chilton (ur. 21 kwietnia 1991 w Reigate) – brytyjski kierowca wyścigowy. W latach 2013–2014 był kierowcą zespołu Marussia w Formule 1.

## Życiorys

### Początki kariery
Brytyjczyk karierę rozpoczął w 2001 roku, od startów w kartingu. Po jej zakończeniu postanowił rozpocząć poważną karierę wyścigową, debiutując w brytyjskich mistrzostwach T Cars, w 2005 roku. W pierwszym sezonie zmagania zakończył na 6. pozycji (trzecim w klasie Autumn Trophy), natomiast w drugim został jej wicemistrzem.
Z zespołem Arena Motorsport rozpoczął starty w Brytyjskiej Formule 3, w sezonie 2007 (zmagania zakończył na 18. miejscu). Również z tą ekipą wystartował w jednym wyścigu długodystansowym cyklu Le Mans Series. Poza tym wziął udział również w jednej rundzie amerykańskiej serii Star Mazda, której nie ukończył.
W kolejnym sezonie ponownie brał udział w brytyjskiej Formule 3, tym razem jednak z ekipą Hitech Racing. Wygrawszy dwukrotnie kwalifikacje, rywalizację zakończył na 10. miejscu. Z brytyjskim zespołem wziął udział również w prestiżowych wyścigach Masters of Formuła 3 oraz Grand Prix Makau, w których dojechał do mety odpowiednio na 14. i 21. pozycji.
Sezon 2009 był ostatnim dla Chiltona w tej serii. Rozpoczął starty w ekipie Carlin Motorsport, dzięki czemu mógł walczyć o najwyższe pozycje. Ostatecznie z dwoma zwycięstwami i czterema pole position, został sklasyfikowany na 4. pozycji. W maju Brytyjczyk uczestniczył w wyścigu serii World Series by Renault, na ulicach księstwa Monako, w zespole Comtec Racing (ukończył go na 19. miejscu). Na koniec sezonu ponownie wystąpił w Pucharze Interkontynentalnym (również z ekipą Trevora Carlina), jednak wyścigu nie ukończył.

### Seria GP2
Duży budżet pozwolił Chiltonowi podpisać kontrakt z zespołem serii GP2 – Barwa Addax – na starty w azjatyckim cyklu. W pierwszej rundzie rywalizację dwukrotnie ukończył w drugiej dziesiątce. Na drugą rundę, w Abu Zabi, przeniósł się do portugalskiego zespołu Ocean Racing Technology. W obu wyścigach zdobył punkty, zajmując odpowiednio ósmą i szóstą lokatę. Na dwie ostatnie eliminacje, odbywające się na torze Sakhir, powrócił jednak do hiszpańskiej ekipy. Podobnie, jak w przypadku pierwszych dwóch wyścigów, dojechał na odległych miejscach. Ostatecznie w klasyfikacji generalnej zajął 18. pozycję.
Chilton został kierowcą Ocean Racing Technology, w głównej serii GP2. W ciągu dziesięciu rund, Brytyjczyk dwukrotnie zdobył punkty, zajmując w dwóch wyścigach na torze Monza, odpowiednio ósme i piąte miejsce. Sezon ukończył na 24. pozycji, w końcowej klasyfikacji.

### Formuła 1
Przed sezonem 2013 zespół Marussia F1 Team, ogłosił, że miejsce w ich bolidzie zajmie Max Chilton. W trakcie sezonu Brytyjczyk skupiał się głównie na walce z kolegą zespołowym oraz kierowcami ekipy Caterham. Ostatecznie jednak jego wyniki okazały się najgorsze z całej czwórki i Chilton został sklasyfikowany na ostatnim, 23 miejscu w klasyfikacji generalnej.
Na sezon 2014 Brytyjczyk przedłużył kontrakt z rosyjską ekipą Marussia F1 Team. Podobnie jak w poprzednim sezonie bolid jego zespołu pozwalał jedynie na walkę z kierowcami Caterhama. Na początku sezonu to on był najlepszy, osiągając linię mety jako trzynasty w Australii i Bahrajnie. Jednak decydującym wyścigiem o klasyfikacji tejże czwórki było Grand Prix Monako, które Brytyjczyk ukończył na ostatniej, czternastej pozycji. Ostatecznie w walce między kierowcami Marussi i Caterhama uplasował się na trzeciej pozycji, a w klasyfikacji generalnej był 21.
Jego kontrakt z Marussią nie został przedłużony na sezon 2015. W tym sezonie zaczął się ściągać w serii Indy Lights oraz w FIA World Endurance Championship, w zespole Nissana.

## Wyniki
Stan: 30 maja 2021

### Indianapolis 500
| Rok  | Nadwozie | Silnik    | Start | Wynik | Uwagi |
| ---- | -------- | --------- | ----- | ----- | ----- |
| 2016 | Dallara  | Chevrolet | 22    | 15    |       |
| 2017 | Dallara  | Honda     | 15    | 4     |       |
| 2018 | Dallara  | Chevrolet | 20    | 22    |       |
| 2019 | Dallara  | Chevrolet | NZ    | NZ    |       |
| 2020 | Dallara  | Chevrolet | 30    | 17    |       |
| 2021 | Dallara  | Chevrolet | 29    | 24    |       |

### Formuła 1
| Legenda oznaczeń w tabelach wyników Wyświetl szablon na nowej stronie | Legenda oznaczeń w tabelach wyników Wyświetl szablon na nowej stronie                                                                     |
| Oznaczenie                                                            | Wyjaśnienie |
| --------------------------------------------------------------------- | --- |
| Złoty                                                                 | Zwycięzca lub mistrzostwo |
| Srebrny                                                               | 2. miejsce lub wicemistrzostwo |
| Brązowy                                                               | 3. miejsce lub II wicemistrzostwo |
| Zielony                                                               | Ukończył, punktował (w klasyfikacji generalnej, gdy zdobył co najmniej jeden punkt na przestrzeni sezonu, poza trzema powyższymi opcjami) |
| Niebieski                                                             | Ukończył, nie punktował (w klasyfikacji generalnej, gdy nie zdobył co najmniej jednego punktu na przestrzeni sezonu)                      |
| Czerwony                                                              | Nie zakwalifikował się (NZ) |
| Czerwony                                                              | Nie prekwalifikował się (NPK) |
| Różowy                                                                | Nie ukończył (NU) |
| Różowy                                                                | Niesklasyfikowany (NS) (w klasyfikacji generalnej, gdy nie został sklasyfikowany w żadnym wyścigu sezonu)                                 |
| Czarny                                                                | Zdyskwalifikowany (DK) |
| Czarny                                                                | Wykluczony (WYK/EX) |
| Biały                                                                 | Nie wystartował (NW) |
| Biały                                                                 | Kontuzjowany (K/INJ) |
| Biały                                                                 | Wyścig odwołany (OD/C) |
| Bez koloru                                                            | Został wycofany (WYC/WD) |
| Bez koloru                                                            | Nie przybył (NP/DNA) |
| Bez koloru                                                            | Nie brał udziału w treningach (NT/DNP) |
| Bez koloru                                                            | Nie został zgłoszony (–) |
| Pogrubienie                                                           | Start z pole position |
| Kursywa                                                               | Najszybsze okrążenie wyścigu |
| †                                                                     | Nie ukończył, ale jego rezultat został zaliczony ze względu na przejechanie więcej niż 90% dystansu wyścigu.                              |
| *                                                                     | Sezon w trakcie |
| 1/2/3                                                                 | Punktowana pozycja w sprincie kwalifikacyjnym                                                                                             |
| Lista systemów punktacji Formuły 1                                    | |

| Rok  | Zespół           | Samochód      | Silnik                         | Wyniki w poszczególnych eliminacjach | Wyniki w poszczególnych eliminacjach | Wyniki w poszczególnych eliminacjach | Wyniki w poszczególnych eliminacjach | Wyniki w poszczególnych eliminacjach | Wyniki w poszczególnych eliminacjach | Wyniki w poszczególnych eliminacjach | Wyniki w poszczególnych eliminacjach | Wyniki w poszczególnych eliminacjach | Wyniki w poszczególnych eliminacjach | Wyniki w poszczególnych eliminacjach | Wyniki w poszczególnych eliminacjach | Wyniki w poszczególnych eliminacjach | Wyniki w poszczególnych eliminacjach | Wyniki w poszczególnych eliminacjach | Wyniki w poszczególnych eliminacjach | Wyniki w poszczególnych eliminacjach | Wyniki w poszczególnych eliminacjach | Wyniki w poszczególnych eliminacjach | Punkty | Pozycja |
| ---- | ---------------- | ------------- | ------------------------------ | ------------------------------------ | ------------------------------------ | ------------------------------------ | ------------------------------------ | ------------------------------------ | ------------------------------------ | ------------------------------------ | ------------------------------------ | ------------------------------------ | ------------------------------------ | ------------------------------------ | ------------------------------------ | ------------------------------------ | ------------------------------------ | ------------------------------------ | ------------------------------------ | ------------------------------------ | ------------------------------------ | ------------------------------------ | ------ | ------- |
| 2013 | Marussia F1 Team | Marussia MR02 | Cosworth CA2013, 2,4 litra, V8 | AUS                                  | MAL                                  | CHN                                  | BHR                                  | ESP                                  | MON                                  | KAN                                  | GBR                                  | DEU                                  | HUN                                  | BEL                                  | ITA                                  | SIN                                  | KOR                                  | JPN                                  | IND                                  | ABU                                  | USA                                  | BRA                                  | 0      | 23      |
| 2013 | Marussia F1 Team | Marussia MR02 | Cosworth CA2013, 2,4 litra, V8 | 17                                   | 16                                   | 17                                   | 20                                   | 19                                   | 14                                   | 19                                   | 17                                   | 19                                   | 17                                   | 19                                   | 20                                   | 17                                   | 17                                   | 19                                   | 17                                   | 21                                   | 21                                   | 19                                   | 0      | 23      |
| 2014 | Marussia F1 Team | Marussia MR03 | Ferrari 059/3 1.6T V6          | AUS                                  | MAL                                  | BHR                                  | CHN                                  | ESP                                  | MON                                  | KAN                                  | AUT                                  | GBR                                  | DEU                                  | HUN                                  | BEL                                  | ITA                                  | SIN                                  | JPN                                  | RUS                                  | USA                                  | BRA                                  | ABU                                  | 0      | 21      |
| 2014 | Marussia F1 Team | Marussia MR03 | Ferrari 059/3 1.6T V6          | 13                                   | 15                                   | 13                                   | 19                                   | 19                                   | 14                                   | NU                                   | 17                                   | 16                                   | 17                                   | 16                                   | 16                                   | NU                                   | 17                                   | 18                                   | NU                                   | –                                    | –                                    | –                                    | 0      | 21      |

### GP2
| Legenda oznaczeń w tabelach wyników Wyświetl szablon na nowej stronie | Legenda oznaczeń w tabelach wyników Wyświetl szablon na nowej stronie                                                                     |
| Oznaczenie                                                            | Wyjaśnienie |
| --------------------------------------------------------------------- | --- |
| Złoty                                                                 | Zwycięzca lub mistrzostwo |
| Srebrny                                                               | 2. miejsce lub wicemistrzostwo |
| Brązowy                                                               | 3. miejsce lub II wicemistrzostwo |
| Zielony                                                               | Ukończył, punktował (w klasyfikacji generalnej, gdy zdobył co najmniej jeden punkt na przestrzeni sezonu, poza trzema powyższymi opcjami) |
| Niebieski                                                             | Ukończył, nie punktował (w klasyfikacji generalnej, gdy nie zdobył co najmniej jednego punktu na przestrzeni sezonu)                      |
| Czerwony                                                              | Nie zakwalifikował się (NZ) |
| Czerwony                                                              | Nie prekwalifikował się (NPK) |
| Różowy                                                                | Nie ukończył (NU) |
| Różowy                                                                | Niesklasyfikowany (NS) (w klasyfikacji generalnej, gdy nie został sklasyfikowany w żadnym wyścigu sezonu)                                 |
| Czarny                                                                | Zdyskwalifikowany (DK) |
| Czarny                                                                | Wykluczony (WYK/EX) |
| Biały                                                                 | Nie wystartował (NW) |
| Biały                                                                 | Kontuzjowany (K/INJ) |
| Biały                                                                 | Wyścig odwołany (OD/C) |
| Bez koloru                                                            | Został wycofany (WYC/WD) |
| Bez koloru                                                            | Nie przybył (NP/DNA) |
| Bez koloru                                                            | Nie brał udziału w treningach (NT/DNP) |
| Bez koloru                                                            | Nie został zgłoszony (–) |
| Pogrubienie                                                           | Start z pole position |
| Kursywa                                                               | Najszybsze okrążenie wyścigu |
| †                                                                     | Nie ukończył, ale jego rezultat został zaliczony ze względu na przejechanie więcej niż 90% dystansu wyścigu.                              |
| *                                                                     | Sezon w trakcie |
| 1/2/3                                                                 | Punktowana pozycja w sprincie kwalifikacyjnym                                                                                             |
| Lista systemów punktacji Formuły 1                                    | |

| Rok  | Zespół                  | Wyniki w poszczególnych eliminacjach | Wyniki w poszczególnych eliminacjach | Wyniki w poszczególnych eliminacjach | Wyniki w poszczególnych eliminacjach | Wyniki w poszczególnych eliminacjach | Wyniki w poszczególnych eliminacjach | Wyniki w poszczególnych eliminacjach | Wyniki w poszczególnych eliminacjach | Wyniki w poszczególnych eliminacjach | Wyniki w poszczególnych eliminacjach | Wyniki w poszczególnych eliminacjach | Wyniki w poszczególnych eliminacjach | Wyniki w poszczególnych eliminacjach | Wyniki w poszczególnych eliminacjach | Wyniki w poszczególnych eliminacjach | Wyniki w poszczególnych eliminacjach | Wyniki w poszczególnych eliminacjach | Wyniki w poszczególnych eliminacjach | Wyniki w poszczególnych eliminacjach | Wyniki w poszczególnych eliminacjach | Wyniki w poszczególnych eliminacjach | Wyniki w poszczególnych eliminacjach | Wyniki w poszczególnych eliminacjach | Wyniki w poszczególnych eliminacjach | Punkty | Pozycja |
| ---- | ----------------------- | ------------------------------------ | ------------------------------------ | ------------------------------------ | ------------------------------------ | ------------------------------------ | ------------------------------------ | ------------------------------------ | ------------------------------------ | ------------------------------------ | ------------------------------------ | ------------------------------------ | ------------------------------------ | ------------------------------------ | ------------------------------------ | ------------------------------------ | ------------------------------------ | ------------------------------------ | ------------------------------------ | ------------------------------------ | ------------------------------------ | ------------------------------------ | ------------------------------------ | ------------------------------------ | ------------------------------------ | ------ | ------- |
| 2010 | Ocean Racing Technology | ESP                                  | ESP                                  | MON                                  | MON                                  | TUR                                  | TUR                                  | VAL                                  | VAL                                  | GBR                                  | GBR                                  | DEU                                  | DEU                                  | HUN                                  | HUN                                  | BEL                                  | BEL                                  | ITA                                  | ITA                                  | ARE                                  | ARE                                  |                                      |                                      |                                      |                                      | 3      | 25      |
| 2010 | Ocean Racing Technology | 18                                   | 16                                   | NU                                   | 14                                   | 9                                    | 11                                   | NU                                   | 11                                   | 19                                   | 19                                   | 19                                   | 16                                   | 17                                   | 16                                   | 17                                   | 11                                   | 8                                    | 5                                    | 12                                   | 12                                   |                                      |                                      |                                      |                                      | 3      | 25      |
| 2011 | Carlin                  | TUR                                  | TUR                                  | ESP                                  | ESP                                  | MON                                  | MON                                  | VAL                                  | VAL                                  | GBR                                  | GBR                                  | DEU                                  | DEU                                  | HUN                                  | HUN                                  | BEL                                  | BEL                                  | ITA                                  | ITA                                  |                                      |                                      |                                      |                                      |                                      |                                      | 4      | 20      |
| 2011 | Carlin                  | NU                                   | 17                                   | 12                                   | 11                                   | 7                                    | 6                                    | NU                                   | NU                                   | NU                                   | 19                                   | 18                                   | 6                                    | 18                                   | NU                                   | 15                                   | 16                                   | NU                                   | 18                                   |                                      |                                      |                                      |                                      |                                      |                                      | 4      | 20      |
| 2012 | Carlin                  | MAL                                  | MAL                                  | BHR                                  | BHR                                  | BHR                                  | BHR                                  | ESP                                  | ESP                                  | MON                                  | MON                                  | VAL                                  | VAL                                  | GBR                                  | GBR                                  | DEU                                  | DEU                                  | HUN                                  | HUN                                  | BEL                                  | BEL                                  | ITA                                  | ITA                                  | SIN                                  | SIN                                  | 169    | 4       |
| 2012 | Carlin                  | 3                                    | 7                                    | 4                                    | 5                                    | 5                                    | 13                                   | 7                                    | 5                                    | 5                                    | 2                                    | 7                                    | 4                                    | 9                                    | 19†                                  | 14                                   | NU                                   | 1                                    | 11                                   | 12                                   | 22                                   | 4                                    | 6                                    | 1                                    | 19                                   | 169    | 4       |

### Azjatycka Seria GP2
| Legenda oznaczeń w tabelach wyników Wyświetl szablon na nowej stronie | Legenda oznaczeń w tabelach wyników Wyświetl szablon na nowej stronie                                                                     |
| Oznaczenie                                                            | Wyjaśnienie |
| --------------------------------------------------------------------- | --- |
| Złoty                                                                 | Zwycięzca lub mistrzostwo |
| Srebrny                                                               | 2. miejsce lub wicemistrzostwo |
| Brązowy                                                               | 3. miejsce lub II wicemistrzostwo |
| Zielony                                                               | Ukończył, punktował (w klasyfikacji generalnej, gdy zdobył co najmniej jeden punkt na przestrzeni sezonu, poza trzema powyższymi opcjami) |
| Niebieski                                                             | Ukończył, nie punktował (w klasyfikacji generalnej, gdy nie zdobył co najmniej jednego punktu na przestrzeni sezonu)                      |
| Czerwony                                                              | Nie zakwalifikował się (NZ) |
| Czerwony                                                              | Nie prekwalifikował się (NPK) |
| Różowy                                                                | Nie ukończył (NU) |
| Różowy                                                                | Niesklasyfikowany (NS) (w klasyfikacji generalnej, gdy nie został sklasyfikowany w żadnym wyścigu sezonu)                                 |
| Czarny                                                                | Zdyskwalifikowany (DK) |
| Czarny                                                                | Wykluczony (WYK/EX) |
| Biały                                                                 | Nie wystartował (NW) |
| Biały                                                                 | Kontuzjowany (K/INJ) |
| Biały                                                                 | Wyścig odwołany (OD/C) |
| Bez koloru                                                            | Został wycofany (WYC/WD) |
| Bez koloru                                                            | Nie przybył (NP/DNA) |
| Bez koloru                                                            | Nie brał udziału w treningach (NT/DNP) |
| Bez koloru                                                            | Nie został zgłoszony (–) |
| Pogrubienie                                                           | Start z pole position |
| Kursywa                                                               | Najszybsze okrążenie wyścigu |
| †                                                                     | Nie ukończył, ale jego rezultat został zaliczony ze względu na przejechanie więcej niż 90% dystansu wyścigu.                              |
| *                                                                     | Sezon w trakcie |
| 1/2/3                                                                 | Punktowana pozycja w sprincie kwalifikacyjnym                                                                                             |
| Lista systemów punktacji Formuły 1                                    | |

| Rok       | Zespół                  | Wyniki w poszczególnych eliminacjach | Wyniki w poszczególnych eliminacjach | Wyniki w poszczególnych eliminacjach | Wyniki w poszczególnych eliminacjach | Wyniki w poszczególnych eliminacjach | Wyniki w poszczególnych eliminacjach | Wyniki w poszczególnych eliminacjach | Wyniki w poszczególnych eliminacjach | Punkty | Pozycja |
| --------- | ----------------------- | ------------------------------------ | ------------------------------------ | ------------------------------------ | ------------------------------------ | ------------------------------------ | ------------------------------------ | ------------------------------------ | ------------------------------------ | ------ | ------- |
| 2009/2010 |                         | ARE                                  | ARE                                  | ARE                                  | ARE                                  | BHR                                  | BHR                                  | BHR                                  | BHR                                  | 2      | 18      |
| 2009/2010 | Barwa Addax Team        | 16                                   | 17                                   | -                                    | -                                    | 18                                   | 12                                   | 19†                                  | 15                                   | 2      | 18      |
| 2009/2010 | Ocean Racing Technology | -                                    | -                                    | 8                                    | 6                                    | -                                    | -                                    | -                                    | -                                    | 2      | 18      |
| 2011      | Carlin                  | ARE                                  | ARE                                  | ITA                                  | ITA                                  |                                      |                                      |                                      |                                      | 0      | 22      |
| 2011      | Carlin                  | 12                                   | 18                                   | 21                                   | 15                                   |                                      |                                      |                                      |                                      | 0      | 22      |

### Formuła Renault 3.5
| Legenda oznaczeń w tabelach wyników Wyświetl szablon na nowej stronie | Legenda oznaczeń w tabelach wyników Wyświetl szablon na nowej stronie                                                                     |
| Oznaczenie                                                            | Wyjaśnienie |
| --------------------------------------------------------------------- | --- |
| Złoty                                                                 | Zwycięzca lub mistrzostwo |
| Srebrny                                                               | 2. miejsce lub wicemistrzostwo |
| Brązowy                                                               | 3. miejsce lub II wicemistrzostwo |
| Zielony                                                               | Ukończył, punktował (w klasyfikacji generalnej, gdy zdobył co najmniej jeden punkt na przestrzeni sezonu, poza trzema powyższymi opcjami) |
| Niebieski                                                             | Ukończył, nie punktował (w klasyfikacji generalnej, gdy nie zdobył co najmniej jednego punktu na przestrzeni sezonu)                      |
| Czerwony                                                              | Nie zakwalifikował się (NZ) |
| Czerwony                                                              | Nie prekwalifikował się (NPK) |
| Różowy                                                                | Nie ukończył (NU) |
| Różowy                                                                | Niesklasyfikowany (NS) (w klasyfikacji generalnej, gdy nie został sklasyfikowany w żadnym wyścigu sezonu)                                 |
| Czarny                                                                | Zdyskwalifikowany (DK) |
| Czarny                                                                | Wykluczony (WYK/EX) |
| Biały                                                                 | Nie wystartował (NW) |
| Biały                                                                 | Kontuzjowany (K/INJ) |
| Biały                                                                 | Wyścig odwołany (OD/C) |
| Bez koloru                                                            | Został wycofany (WYC/WD) |
| Bez koloru                                                            | Nie przybył (NP/DNA) |
| Bez koloru                                                            | Nie brał udziału w treningach (NT/DNP) |
| Bez koloru                                                            | Nie został zgłoszony (–) |
| Pogrubienie                                                           | Start z pole position |
| Kursywa                                                               | Najszybsze okrążenie wyścigu |
| †                                                                     | Nie ukończył, ale jego rezultat został zaliczony ze względu na przejechanie więcej niż 90% dystansu wyścigu.                              |
| *                                                                     | Sezon w trakcie |
| 1/2/3                                                                 | Punktowana pozycja w sprincie kwalifikacyjnym                                                                                             |
| Lista systemów punktacji Formuły 1                                    | |

| Rok  | Zespół        | Wyniki w poszczególnych eliminacjach | Wyniki w poszczególnych eliminacjach | Wyniki w poszczególnych eliminacjach | Wyniki w poszczególnych eliminacjach | Wyniki w poszczególnych eliminacjach | Wyniki w poszczególnych eliminacjach | Wyniki w poszczególnych eliminacjach | Wyniki w poszczególnych eliminacjach | Wyniki w poszczególnych eliminacjach | Wyniki w poszczególnych eliminacjach | Wyniki w poszczególnych eliminacjach | Wyniki w poszczególnych eliminacjach | Wyniki w poszczególnych eliminacjach | Wyniki w poszczególnych eliminacjach | Wyniki w poszczególnych eliminacjach | Wyniki w poszczególnych eliminacjach | Wyniki w poszczególnych eliminacjach | Punkty | Pozycja |
| ---- | ------------- | ------------------------------------ | ------------------------------------ | ------------------------------------ | ------------------------------------ | ------------------------------------ | ------------------------------------ | ------------------------------------ | ------------------------------------ | ------------------------------------ | ------------------------------------ | ------------------------------------ | ------------------------------------ | ------------------------------------ | ------------------------------------ | ------------------------------------ | ------------------------------------ | ------------------------------------ | ------ | ------- |
| 2009 | Comtec Racing | CAT                                  | CAT                                  | BEL                                  | BEL                                  | MON                                  | HUN                                  | HUN                                  | GBR                                  | GBR                                  | FRA                                  | FRA                                  | PRT                                  | PRT                                  | DEU                                  | DEU                                  | ARA                                  | ARA                                  | 0      | 40      |
| 2009 | Comtec Racing | -                                    | -                                    | -                                    | -                                    | 19                                   | -                                    | -                                    | -                                    | -                                    | -                                    | -                                    | -                                    | -                                    | -                                    | -                                    | -                                    | -                                    | 0      | 40      |

### Podsumowanie
| Sezon   | Seria                  | Zespół                  | Wyścigi          | PP               | Zwycięstwa       | Punkty           | Poz. koń.        |
| ------- | ---------------------- | ----------------------- | ---------------- | ---------------- | ---------------- | ---------------- | ---------------- |
| 2005    | T Cars                 |                         |                  |                  |                  |                  | 8                |
| 2005    | T Cars Autumn Trophy   |                         |                  |                  |                  | 106              | 3                |
| 2006    | T Cars                 | Tomax                   | 20               | 7                | 7                | 167              | 2                |
| 2007    | Brytyjska Formuła 3    | Arena Motorsport        | 20               | 0                | 0                | 0                | 18               |
| 2007    | Le Mans Series         | Arena Motorsport        | 1                | 0                | 0                | 4                | 28               |
| 2007    | Mistrzostwa Star Mazda | Velocity Motorsports    | 1                | 0                | 0                | 0                | NS               |
| 2008    | Brytyjska Formuła 3    | Hitech Racing           | 22               | 2                | 0                | 72               | 10               |
| 2008    | Grand Prix Makau       | Hitech Racing           | 1                | 0                | 0                | N/A              | 14               |
| 2008    | Masters of Formuła 3   | Hitech Racing           | 1                | 0                | 0                | N/A              | 21               |
| 2009    | Formula Renault 3.5    | Comtec Racing           | 1                | 0                | 0                | 0                | 40               |
| 2009    | Brytyjska Formuła 3    | Carlin                  | 20               | 4                | 2                | 171              | 4                |
| 2009    | Grand Prix Makau       | Carlin                  | 1                | 0                | 0                | N/A              | NS               |
| 2009–10 | Azjatycka Seria GP2    | Barwa Addax             | 8                | 0                | 0                | 2                | 18               |
| 2009–10 | Azjatycka Seria GP2    | Ocean Racing Technology | 8                | 0                | 0                | 2                | 18               |
| 2010    | Seria GP2              | Ocean Racing Technology | 20               | 0                | 0                | 3                | 25               |
| 2011    | Seria GP2              | Carlin                  | 18               | 0                | 0                | 4                | 20               |
| 2012    | Seria GP2              | Carlin                  | 24               | 2                | 2                | 169              | 4                |
| 2012    | Formuła 1              | Marussia                | Kierowca testowy | Kierowca testowy | Kierowca testowy | Kierowca testowy | Kierowca testowy |
| 2013    | Formuła 1              | Marussia F1 Team        | 19               | 0                | 0                | 0                | 23               |
| 2014    | Formuła 1              | Marussia F1 Team        | 16               | 0                | 0                | 0                | 21               |

## Życie prywatne
Jego starszy brat Tom jest kierowcą samochodów turystycznych.